# Параклис
Параклисът (от гръцки Παρεκκλήσ – „за църква“, от Παρεκκλήo – „утешение“) обикновено е малък християнски храм, място за преклонение, за частно богослужение, често прикрепен към по-голям обект, като голяма църква, дворец, колеж, болница, затвор или гробище, но понякога може да е по-голяма самостоятелна постройка. Католическите и протестантските параклиси често са много по-големи по размери от източноправославните. Предназначението на параклиса е да служи за място за молитва на вярващите християни, към него обикновено няма прикрепен редовен свещеник, затова литургиите и тайнствата не се извършват редовно.
Архитектурно, параклисът може да бъде странична част от голям храм, предназначен за определени цели. Например много готически катедрали обикновено имат параклиси, посветени на Света Богородица, енорийските църкви имат параклиси към главната църква за извършване на свето причастие между отделните служби.
Най-южният параклис на земното кълбо е на българската база в Антарктида Свети Климент Охридски и е посветен на Свети Иван Рилски.

## Галерия
- Български параклис „Св. Иван Рилски“ в Антарктида
- Параклис „Св. Димитър“ на плажа в Олимпиаки Акти, Гърция
- Параклис „Св. Димитър“ в село Румянцево
- Параклис „Възнесение Господне“ в село Гега
- Параклис „Св. Богородица“ до Бобошево